# New York Chinese School
New York Chinese School is een van de oudste Chinese scholen in de Verenigde Staten. De school bestaat sinds 1909 en is gevestigd in New York. Het doel was om de nakomelingen van de eerste generatie Chinese Amerikanen Chinees onderwijs te verschaffen. De school geeft les in een van de gebouwen van Chinese Consolidated Benevolent Association (中華公所).
Bij de oprichting had de school twintig studenten. Sindsdien hebben duizenden mensen er les gehad. De Chinese school geeft lessen op alle dagen van de week. Doordeweeks zijn de lessen van half vier tot half vijf. De meeste studenten gaan in het weekend naar deze Chinese school. De tijden zijn tien tot één uur en twee tot vijf uur. De klassen zijn ingedeeld in Kantonese en Mandarijnse klassen. De hogere klassen zijn voornamelijk in het Kantonees.